# バビナヴィーチ
バビナヴィーチ（ベラルーシ語: Бабінавічы Babinavičy, ロシア語: Бабиновичи Babinovichi, ポーランド語：Babinowicze）はヴィーツェプスク州リョズナ郡に属するベラルーシの町。

## ユダヤ教徒のバビナヴィーチ
ロシア帝国時代はモギレフ県（グベールニヤ）オルシャ郡（ウエズド）に属し、1900年代の総人口は1143人で、約800人はユダヤ人だった。
 この記事にはパブリックドメインである次の文書本文が含まれる: Singer, Isidore [英語版]; et al., eds. (1901–1906). The Jewish Encyclopedia. New York: Funk & Wagnalls. {{cite encyclopedia}}: |title=は必須です。 (説明) 
執筆者：Richard Gottheil, Herman Rosenthal